# Палаты Голицыных в Кривоколенном переулке
Палаты Голицыных в Кривоколенном переулке — двухэтажное здание XVII века, располагающееся в Москве по адресу: Центральный административный округ, Кривоколенный переулок, дом 10, строение 1. Является памятником архитектуры федерального значения.

## История
Здание построено в XVII веке. В начале XVIII века хозяином являлся будущий фаворит Екатерины I, впоследствии связанный с воцарением на престол императрицы Анны Иоанновны Рейнгольд Густав Лёвенвольде. С 1730-х годов по 1740-е года хозяин — князь И. А. Урусов, капитан флота; затем — «шёлковый фабрикант» Семён Мыльников; с конца 1740-х годов — коллежский советник Михаил Семёнович Чебышев (ум. 1757). Владение унаследовала его дочь Екатерина, вышедшая замуж за князя Петра Фёдоровича Голицына. О последнем А. Т. Болотов писал, что он «человек умный, любопытный и имеющий у себя большой натуральный (естественно-научный) кабинет».
С 1822 года по 1824 год хозяин — Иван Горн, который использовал его как пансион. В 1827—1828 годах правый флигель занимала графиня Е. П. Ростопчина, вдова московского генерал-губернатора Ф. В. Ростопчина и мать графини де Сегюр. В 1835 году владелицей является Мария Филипповна д’Оррер, жена доктора И. В. Караса, дочь иммигранта, а также внучка посла Карла X в Ватикане. Во второй половине XIX века участок сдаётся в аренду для музыкальных школ и больницы. Следующий домовладелец, ппг. Иван Алимпиевич Цыплаков (ум. 1888 г.), оборудовал в здании меблированные комнаты. После его смерти и вплоть до национализации в 1917 года зданием владела его жена - Анна Ивановна Цыплакова.
В 1909 году дом перепланирован для помещения сюда типографии и мастерской переплётной. Осенью 1914 года здесь работал поэт С. А. Есенин.

## Описание
Двухэтажный дом светло-жёлтого цвета располагается внутри Кривоколенного переулка, портал выступает на улицу. Подвал здания и оба этажа датируются XVII веком и относятся к допетровской архитектуре. Внутри сохранились изразцовые печи и лестница из чугуна. Чугунная лестница была изготовлена на Думиническом чугунолитейном заводе Цыплаковых и Лабунского. В полуподвале находится открытая галерея с арками из кирпича.

## Современное состояние
В 2001 году Правительство Москвы передало дом в аренду Межрегиональной общественной организации "Центр русско-узбекского культурного сотрудничества им. Тамары Ханум". Палаты были частично расселены. Невыполнение “Центром” условий договора повлекло его расторжение, начавшиеся реставрационные работы прерваны. В 2014 году памятник признан аварийным. Новым собственником стало ООО “ЕВРАПЛЕИС”. В конце 2015 года появился проект приспособления палат под восьмиквартирный дом с устройством подземного паркинга на глубину до 7 метров и лифта. Переработанный по возражениям градозащитников проект согласован Мосгорнаследием в 2016 году. В феврале 2018 года скорректированный проект вновь проходил государственную историко-культурную экспертизу. Здание находится в плачевном состоянии: крыша гниёт, штукатурка осыпалась. Данный архитектурный объект внесён в Красную книгу Архнадзора (электронный каталог объектов недвижимого культурного наследия Москвы, находящихся под угрозой), номинация — реконструкция.